# Ea Tih
Ea Tih là một xã thuộc huyện Ea Kar, tỉnh Đắk Lắk, Việt Nam.
Xã Ea Tih có diện tích 42,68 km², dân số năm 1999 là 8.318 người, mật độ dân số đạt 195 người/km².